# Ullein József
Ullein József (Sopron, 1859. április 28. – Bécs, 1915. január 17.) műépítész, több Sopron környéki templom tervezője.

## Élete
Édesapja Ullein Antal (1821-1907), közismert ácsmester és építési vállalkozó, édesanyja Strobl Erzsébet volt. Az ácsmester József nevű fiának foglalkozása a műépítész fogalmának felel meg, már csak a képzettsége révén is. Bécsben végezte el a Képzőművészeti Akadémiát. A tanulmányai után, 1882-től, Sopronban kezdte hirdetni magát.
„Építész és építőmester, aki egyaránt vállalja családi házak, bérházak, villák, üzemi és gazdasági épületek és templomépületek tetszőleges stílusban való megtervezését és megépítését.” (1886, Romwalter-féle útikalauz)
Lassan bontakozott ki életműve, csak a historizmus utolsó szakaszában alkotott. Első és dicsérendő terve, amit meg is épített, a Színház utca 16.szám alatti lakóház épülete. Nagy szerepe volt a GYSEV-állomás környékének, illetve a Deák-tér építészeti részének kialakításában. Sajnos ez a szép számú épület a bombázásoknak esett áldozatul.
Sopronban nem, de vidéken több helyen is alkalma volt templomok megtervezésére és felépítésére. Agyagosszergény, Egyházasfalu, Rábatamási, Fertőhomok egyháza, Bánfalván pedig az evangélikus imaház tornya a példák erre. A megyeszékhelyen a Halász u. 25. szám alatti Kereskedelmi és Ipariskola, valamint a Lackner Kristóf utcai Kereskedelmi és Iparkamara épületének tervezését bízták rá.
Ullein aktív társadalmi életet élt. 1907-től haláláig a Kereskedelmi és Iparkamara, valamint 1906-tól a Képzőművészeti Kör elnöke volt.
Ullein József 1915. január 17-én halt meg Bécsben, öngyilkos lett.
Az az Erzsébet utcai, 13. szám alatti ház, amelyen emléktábla hirdeti, hogy ott született Ullein-Reviczky Antal, ugyancsak a család tervezése, kivitelezése és tulajdona maradt az államosításig.